# Wainhouse Tower
La Wainhouse Tower (nota anche come Tower of Spite, Octagon Tower e Wainhouse's Folly) è una torre sita a Halifax, città del West Yorkshire, nel Regno Unito. Nata come capriccio architettonico, con i suoi 84 metri di altezza, è l'edificio più alto del suo genere al mondo.
La torre fu costruita durante gli anni 1870 per volere di John Edward Wainhouse, un imprenditore del posto, per fare un dispetto al suo vicino e rivale, il politico sir Henry Edwards, la cui proprietà era sita proprio di fianco al luogo di costruzione. Wainhouse giustificò la creazione della torre col fine di dotare la propria tintoria di una ciminiera e ne detenne la proprietà anche dopo aver venduto la sua impresa al fine di infastidire Edwards.
Negli anni la torre è stata ristrutturata varie volte e ha funto anche da punto di avvistamento militare durante la seconda guerra mondiale. Solitamente aperta al pubblico, è una delle principali attrazioni di Halifax e del West Yorkshire. Per il suo valore storico-artistico, l'edificio è riconosciuto come monumento classificato di grado II* dall'ente culturale Historic England.

## Storia

### Costruzione
Il facoltoso imprenditore John Edward Wainhouse e il politico e magistrato Henry Edwards, I baronetto Edwards di Pye Nest, entrambi abitanti di Halifax, nella seconda metà del XIX secolo erano due noti rivali della zona. In più occasioni Edwards si vantò che la sua tenuta, Pye Nest, fosse così isolata e ben protetta da non essere visibile dall'esterno, e ciò infine diede a Wainhouse l'idea di come rifarsi su di lui. Wainhouse era il proprietario della Washer Lane Dye Works, una tintoria sita poco lontano da Pye Nest, e sfruttando a proprio vantaggio la legge Smoke Abatement Act del 1870, che regolamentava lo scarico dei fumi delle industrie, decise di costruire per la propria fabbrica una torre estremamente elevata, ufficialmente per non disperdere i fumi della propria tintoria sopra Halifax, ma in realtà per spiare l'interno di Pye Nest, la proprietà di Edwards, posta quasi direttamente sotto la futura torre.
I lavori di costruzione cominciarono nel 1871, guidati dall'architetto Isaac Booth. Mentre erano ancora in corso, nel 1874 Wainhouse vendette la propria tintoria, ma il nuovo proprietario si rifiutò di prendere in carico i costi di realizzazione del capriccio, di scarsa utilità effettiva per l'azienda, la quale non vi era direttamente collegata se non da una conduttura. Wainhouse allora continuò a possedere la torre e, dopo aver dispensato Booth dal proseguire i lavori a causa di alcuni disaccordi, si affidò a un altro architetto del luogo, Richard Swarbrick Dugdale. Dugdale e Wainhouse ripensarono allora l'estetica della torre, fino ad allora poco più che una ciminiera, arricchendola con elaborate decorazioni nello stile neogotico, allora in voga.

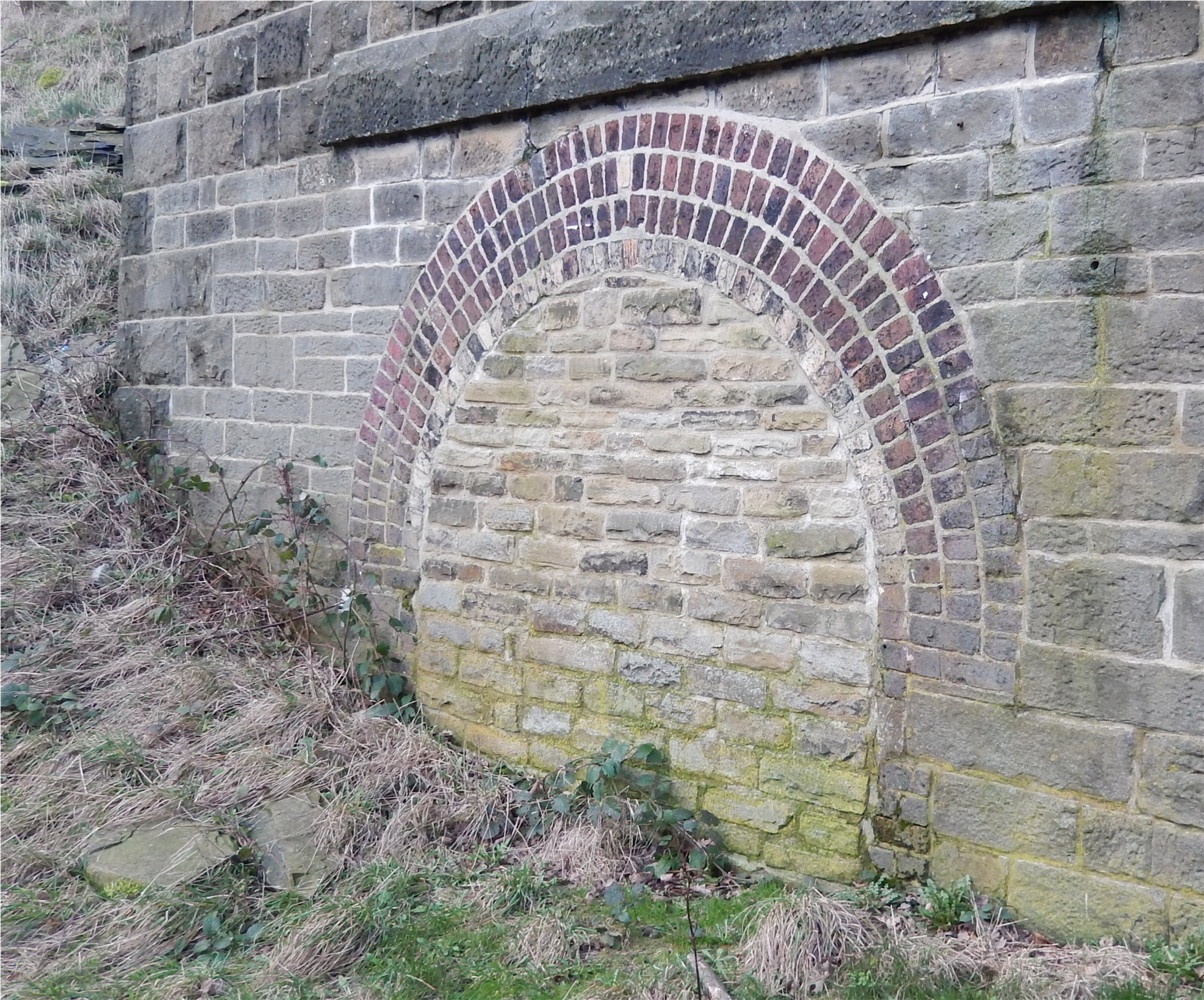
Ingresso murato alla base della torre

La costruzione, completata nel 1875, costò 14 000 sterline (al netto dell'inflazione, circa 1 366 400 sterline nel 2024). L'edificio finale era alto 275 piedi (circa 84 metri) e contava 403 scalini e fu utilizzata da Wainhouse come proprio belvedere privato fino alla sua morte nel 1883. La rivalità tra Wainhouse ed Edwards continuò negli anni successivi, col primo che costruì, sempre in collaborazione con Dugdale, una magione, West Air, dallo stile eccentrico, sempre per infastidire il moralista Edwards, contro il quale scrisse anche molti pamphlet per rinfacciargli alcuni abusi amministrativi da lui commessi.

### Uso e restauri successivi
Dopo la morte di Wainhouse, che rimase senza eredi, la torre fu messa all'asta e comprata da diversi privati tra la fine del XIX e l'inizio del XX secolo. Data l'imponenza della costruzione, essa necessitava di un costante mantenimento, che tuttavia non avvenne fino alla fine della prima guerra mondiale. Nel 1918, per fare fronte allo stato di abbandono della struttura, il quotidiano locale The Builder indisse una raccolta fondi per favorirne il restauro, poiché già allora esso percepito come un edificio di pubblico interesse. La petizione, che puntava a raggiungere 1 000 sterline, prevedeva anche l'acquisto di alcuni terreni adiacenti alla torre, al fine di fondarvi un parco, e il passaggio della gestione dell'edificio al Concilio di Calderdale, affinché diventasse un bene pubblico. Nel 1919 la petizione ebbe successo e le autorità acquistarono la torre, che da allora è gestita dal Concilio di Calderdale.

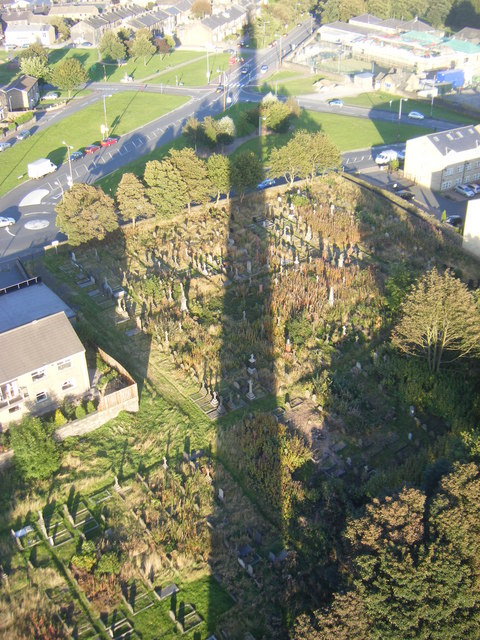
L'ombra della Wainhouse Tower si staglia su Halifax

Data la sua considerevole altezza, durante la seconda guerra mondiale la Wainhouse Tower funse da punto di avvistamento per l'esercito britannico nell'ambito del sistema Dowding, linea di difesa pensata dal generale Hugh Dowding al fine di scoprire eventuali incursioni aeree da parte della Luftwaffe sul suolo britannico. Nel 1954 la torre fu riconosciuta bene artistico rilevante e inclusa dall'ente Historic England tra i monumenti classificati di grado II*. Tra il 2008 e il 2009 l'edificio fu sottoposto ad alcuni lavori di ristrutturazione per garantirne la stabilità, per un costo totale di 400 000 sterline. La torre è ancora esistente e occasionalmente aperta al pubblico.

## Architettura
La torre ha una pianta ottagonale, è in pietra e mattoni e si erge sopra un grande blocco roccioso quadrato. Una scala a chiocciola di 403 scalini conduce in cima alla torre, dove è presente una galleria su due livelli provvisti di lanterne. Sulla sommità della struttura vi è una grande ogiva. I livelli superiori sono riccamente decorati da fregi in rilievo, i quali rendono difficile sporgersi dalle gallerie verso l'esterno.